# Gema (Indonesië)
Gema is een bestuurslaag in het regentschap Kampar van de provincie Riau, Indonesië. Gema telt 1108 inwoners (volkstelling 2010).